# Orbulina bilobata
Orbulina bilobata es una especie extinta de foraminífero planctónico del género Orbulina, de la familia Globigerinidae, de la superfamilia Globigerinoidea, del suborden Globigerinina y del orden Globigerinida. Su rango cronoestratigráfico abarca desde el Messiniense superior (Mioceno superior) hasta la Calabriense inferior (Pleistoceno medio).

## Lista de sinonimias
- 1846 Globigerina bilobata d'Orbigny, p. 164, lam. 9, figs. 11-14
- 1956 Biorbulina bilobata d'Orbigny; Blow, pp. 69-70, text-fig. 2, fig. 16